# Palazzo Anastasio

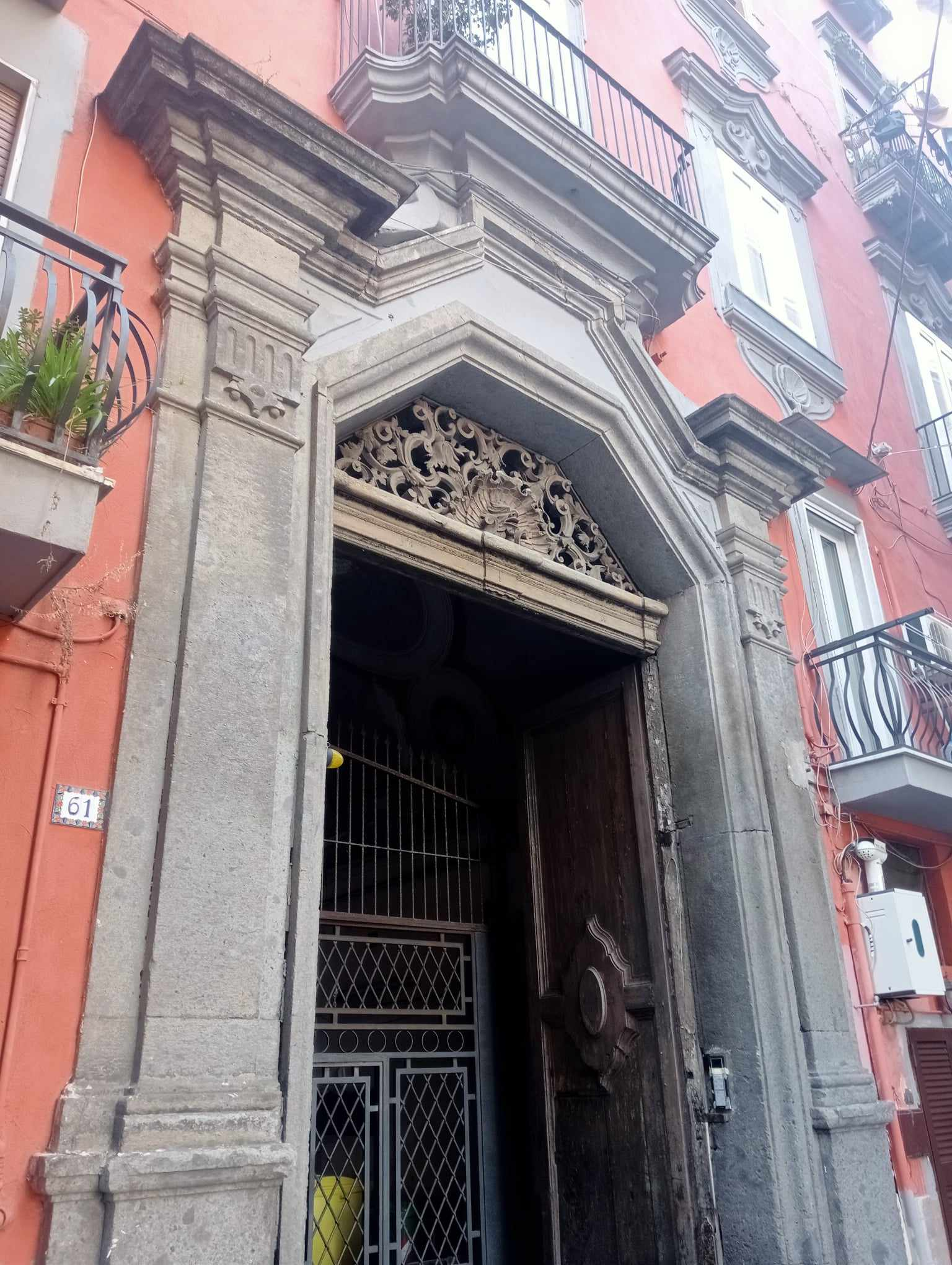
Palazzo Anastasio in Neapel: Eingangsportal

Der Palazzo Anastasio ist ein Palast aus dem 16. Jahrhundert im Viertel Quartieri Spagnoli von Neapel in der italienischen Region Kampanien. Es liegt an der Via Nuovo Santa Maria Ognibene, 61. Das Gebäude hat die Besonderheit, dass sie die „städtische“ Perspektive der Via Concezione a Montecalvario abschließt.

## Geschichte
Wie beim größten Teil der Häuser in den Quartieri Spagnoli, liegt auch in diesem Falle der Ursprung im 16. Jahrhundert, aber 1761 wurde der Palast im Auftrag von Paolo Anastasio, Baron von Chiusano, vom Architekten Giuseppe Astarita umgestaltet.

## Beschreibung
Der Palast zeigt sich mit einer Fassade von vier Stockwerken (ein Zwischengeschoss und drei Vollgeschosse), die in Rot gestrichen und mit reichen Stuckrahmen im Rokokostil versehen ist, die die Fensteröffnungen umschließen. Im Erdgeschoss öffnet sich ein wertvolles Portal aus Piperno, dessen Ecken angeschrägt sind. Über dem Portal ist ein schönes, zeitgenössisches Steingitter angebracht. Durch das Portal gelangt man zunächst in den Empfangssalon, an dessen Gewölbedecke sich das Fresko eines Familienwappens befindet (vermutlich das der Anastasios), und dann in den nicht allzu großen Innenhof, an dessen dem Eingang gegenüberliegender Seite eine Treppe liegt. Die offene Treppe hat einen Korbbogen pro Stockwerk und schließt drei Rundbogenarkaden ein (die mittlere ist höher als die beiden seitlichen), sowie die Gesichter der Springenden.
Heute dient der Palast als Wohnhaus und befindet sich in ordentlichem Erhaltungszustand.